# Malenka la Vampire
Pour plus de détails, voir Fiche technique et Distribution.
Malenka la Vampire (Malenka, la sobrina del vampiro) est un film d'épouvante fantastique italo-espagnol réalisé par Amando de Ossorio et sorti en 1969.

## Synopsis
Silvia, un mannequin de Rome, découvre qu'elle a hérité d'un château en Espagne et part pour le pays ibérique. À son arrivée, elle rencontre un oncle étrange : le comte Walbrooke qui, en la voyant, la compare à Malenka, une sorcière qui a été brûlée vive de nombreuses années auparavant. Silvia est encore plus bouleversée lorsqu'elle rencontre le vampire Blinka. Terrifiée, elle appelle son petit ami Piero, qui est psychologue, mais lorsqu'il arrive, la situation va devenir encore plus compliquée. 

## Fiche technique
- Titre français : Malenka la Vampire[1]
- Titre original espagnol : Malenka, la sobrina del vampiro[2],[3]
- Titre italien : Malenka, la nipote del vampiro[4]
- Réalisation : Amando de Ossorio
- Scénario : Amando de Ossorio
- Photographie : Fulvio Testi, Raúl Pèrez Cubero
- Montage : Antonio Jimeno
- Musique : Carlo Savina
- Décors : Pablo Gago
- Son : Vittorio De Sisti
- Production : Rosanna Yanni, Aubrey Ambert, Luigi Mondello
- Société de production : Victory Films • Cobra Films • Felix Cinematografica • Tritón P.C.
- Pays de production :  Espagne •  Italie
- Langue originale : espagnol
- Format : Couleur • 1,85:1 • 35 mm
- Durée : 98 minutes (1 h 38)
- Genre : Film d'épouvante fantastique
- Dates de sortie :
  - Italie : 23 juillet 1969
  - Espagne : 7 août 1969
  - France : 2 octobre 1970
- Affiche : Jean Mascii (France)

## Distribution
- Anita Ekberg : Malenka / Sylvia Morel
- Gianni Medici : Docteur Pietro Lufuani
- Diana Lorys : Bertha Zemis
- Adriana Ambesi : Velinka, l'épouse du comte
- Fernando Bilbao : Vladis, le cocher
- Carlos Casaravilla : Docteur Horbringer
- César Benet : Max
- Rosanna Yanni : Freya Zemis
- Julian Ugarte : De Morel, comte Walbrooke

## Production
Le rôle de l'oncle vampire, le comte Walbrooke, est joué par Julián Ugarte, tout juste sorti de son rôle de vampire dans Les Vampires du docteur Dracula (1968) de Paul Naschy. Boris Karloff avait été initialement pressenti pour jouer dans le film, mais il a finalement refusé le rôle à la suite de conflits contractuels et est décédé avant que le film ne soit terminé.
La partition musicale de Carlo Savina (qui sera plus tard le compositeur de films tels que Le Parrain et Amarcord) a été réutilisée dans le film d'horreur à petit budget Les Nuits sexuelles (1971).

## Exploitation
Malenka est sorti en Espagne le 3 août 1969.
Lors de sa sortie, les producteurs ont proposé des « soins psychiatriques gratuits » à toute personne perturbée par Malenka ou par l'un des deux autres films qu'ils présentaient, Opération peur et Les Nuits de l'épouvante. 